# Dillingham Census Area
Die Dillingham Census Area ist eine Census Area im US-Bundesstaat Alaska an der Nordküste der Bristol Bay, westlich der Alaska-Halbinsel.
Bei der Volkszählung im Jahr 2020 lebten hier 4857 Menschen. Dillingham gehört zum Unorganized Borough und hat somit keinen Verwaltungssitz. Die Census Area hat eine Fläche von 54.204 km², wovon 48.367 km² auf Land und 5837 km² auf Wasser entfallen. Die größte Stadt der Region ist Dillingham.
Teile des Togiak National Wildlife Refuges sowie die zum Alaska Maritime National Wildlife Refuge gehörende Insel Hagemeister liegen in der Dillingham Census Area.

## Geschichte
Die Census Area wurde am 24. April 1989 gebildet und nach dem Politiker William P. Dillingham benannt. Dieser war von 1903 bis 1923 Senator in Washington, D.C. und leitete 1903 einen Besuch eines Unterausschusses des Senats in den District of Alaska. Er galt im Senat als der Alaska-Experte.

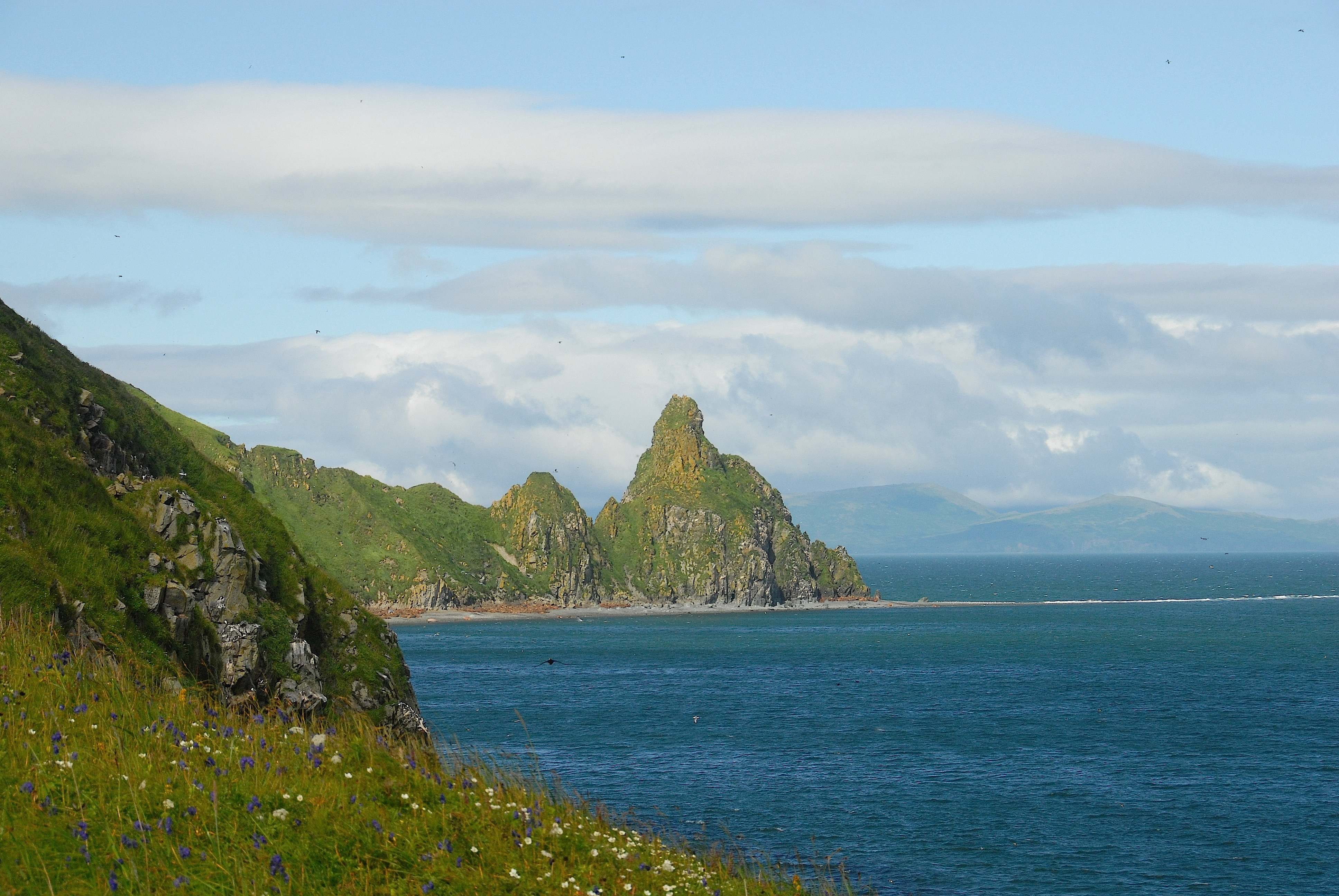
Der Walrus Islands Archeological District ist seit Dezember 2016 als National Historic Landmark anerkannt.

Drei Bauwerke und Stätten der Census Area sind im National Register of Historic Places („Nationales Verzeichnis historischer Orte“; NRHP) eingetragen (Stand 2. Februar 2022), darunter hat der Walrus Islands Archeological District den Status eines National Historic Landmarks („Nationales historisches Wahrzeichen“).

## Städte und Orte
In der Dillingham Census Area befinden sich 7 Cities (Gemeinden) sowie 3 Census-designated places (gemeindefreie Gebiete) (Stand 2020).

### Cities
- Aleknagik
- Clark’s Point
- Dillingham
- Ekwok
- Manokotak
- New Stuyahok
- Togiak

### Census-designated places (CDPs)
- Koliganek
- Portage Creek
- Twin Hills